# Revolta Jônica
A revolta jônica, e as conturbações em Eólia, Hexápole Dórica , Chipre e Cária, foram rebeliões militares em várias regiões gregas da Ásia Menor contra o domínio persa, com duração de 499 a 493 a.C. No coração da rebelião estava a insatisfação das cidades gregas da Ásia Menor com os tiranos nomeados pela Pérsia para governá-las, juntamente com as ações individuais de dois tiranos de Mileto, Histieu e Aristágoras . As cidades da Jônia foram conquistadas pela Pérsia por volta de 540 a.C., e posteriormente foram governadas por tiranos nativos nomeados pelo sátrapa persa em Sárdis. Em 499 a.C., o tirano de Mileto, Aristágoras, lançou uma expedição conjunta com o sátrapa persa Artafernes para conquistar Naxos, em uma tentativa de robustecer sua posição. A missão foi um desastre, e sentindo sua iminente remoção como tirano, Aristágoras escolheu incitar toda a Jônia a rebelar-se contra o rei persa Dario, o Grande .
Em 498 a.C., apoiados por tropas de Atenas e Erétria , os jônios marcharam, capturaram e queimaram Sárdis. No entanto, em sua viagem de volta à Jônia, eles foram acossados por tropas persas e derrotados na Batalha de Éfeso. Essa campanha foi a única ação ofensiva dos jônios, que subsequentemente permaneceram na defensiva. Os persas revidaram em 497 a.C. com um ataque em três frentes visando a recapturar as áreas periféricas da rebelião; mas a propagação da revolta em torno da Cária significou que o maior exército se mudou para lá. Por mais que a expedição inicialmente fosse bem-sucedida na Cária, esse exército foi aniquilado em uma emboscada na Batalha de Pédaso. Isso resultou em um impasse pelo resto de 496 e 495 a.C.
Por volta de 494 a.C., o exército e a marinha persas reagruparam-se e se dirigiram diretamente ao epicentro da rebelião, em Mileto. A frota jônica procurou defender Mileto por mar, contudo foi derrotada na batalha de Lade após a deserção dos samianos . Mileto foi então cercado, capturado e sua população, dominada sob domínio persa. Esta dupla derrota, com efeito, encerrou a insurgência, e os carianos se renderam aos persas como resultado. Os persas, ao decorrer de 493 a.C., dizimaram as cidades ao longo da costa oeste que ainda se mantinham contra eles antes de finalmente imporem um acordo de paz na região, o qual fora, em princípio, considerado justo.
A revolta jônica constituiu o primeiro grande conflito entre a Grécia e o Império Persa e, como tal, representa a primeira fase das guerras greco-persas. Embora a Ásia Menor tivesse sido trazida de volta à soberania persa, Dario prometeu punir Atenas e Erétria pela contribuição à revolta. Além do mais, notando que a miríade de estados da Grécia representava uma ameaça contínua à estabilidade de seu império, de acordo com Heródoto, Dario decidiu conquistá-la na sua integralidade. Em 492 a.C., a primeira invasão persa da Grécia, a próxima fase das guerras greco-persas, começou como uma consequência direta da revolta jônica.

## Fontes

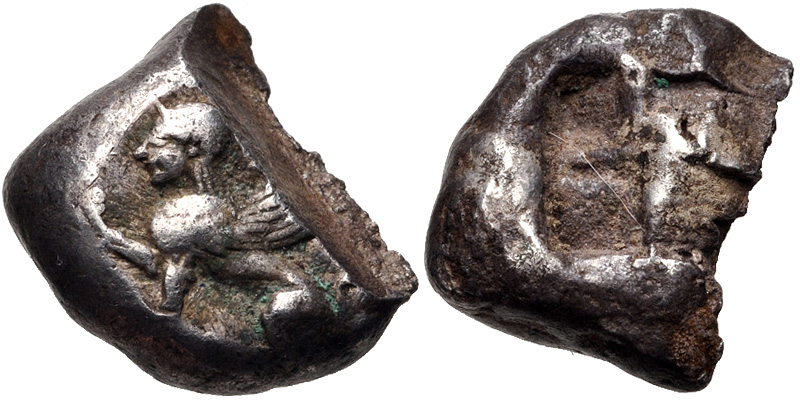
Moeda de Quios pouco antes da revolta, cerca de 525-510 a.C.

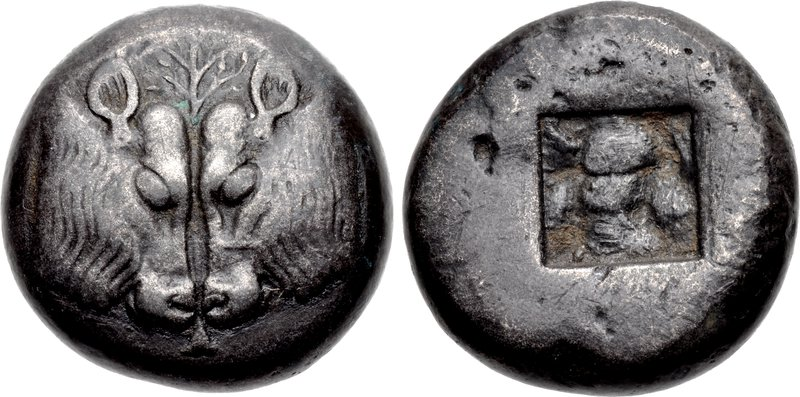
Moeda de Lesbos, Iônia. Cerca de 510-

## Contexto
Na Idade das Trevas grega que se seguiu ao colapso da civilização micênica, um número significativo de gregos emigrou para a Ásia Menor e se estabeleceu lá. Estes colonos eram de três grupos tribais: eólios, dóricos e jônios. Os jônicos assentaram-se sobre as costas de Lídia e Cária, fundando as doze cidades que compunham a Jônia.  Essas cidades eram Mileto, Mios e Priene em Cária; Éfeso, Colofão, Lebedos, Teos, Clazômenas, Foceia e Erythrae na Lídia; e as ilhas de Samos e Quios. Embora as cidades jônicas fossem independentes umas das outras, elas reconheciam sua herança compartilhada e tinham um templo comum, um ponto de encontro, o Panionion. Formavam assim uma "liga cultural", à qual não admitiam outras cidades, nem mesmo outros jônios tribais. As cidades de Jônia permaneceram independentes até serem conquistadas pelo famoso rei lídio Creso, por volta de 560 a.C. As cidades jônicas, então, persistiram sob o domínio da Lídia, até que, por sua vez, foi conquistada pelo nascente Império Aquemênida de Ciro, o Grande .

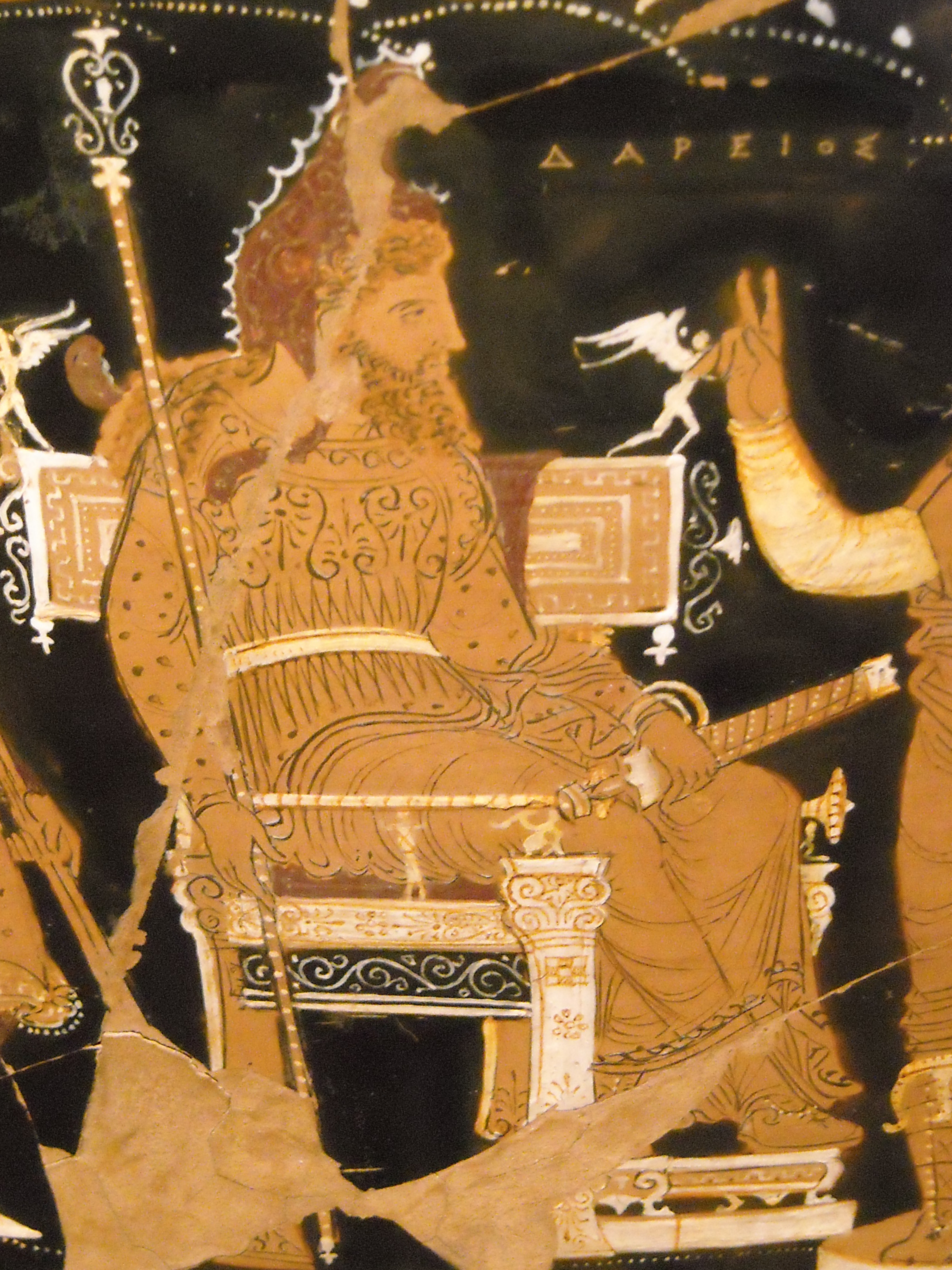
Dario, com um rótulo em grego (ΔΑΡΕΙΟΣ, canto superior direito)

Enquanto lutava contra os lídios, Ciro enviara mensagens aos jônios pedindo-lhes que se rebelassem contra o domínio lídio, o que os jônios haviam se recusado a fazer. Depois que Ciro concluiu a conquista de Lídia, as cidades jônicas ofereciam-se súditas sob os mesmos termos de como haviam sido subservientes de Creso. Ciro recusou, citando a falta de vontade dos jônios para ajudá-lo anteriormente. Os jônios, portanto, prepararam-se para defender-se, e Ciro enviou o general mediano Hárpago para conquistar Jônia. Ele atacou primeiro Foceia; os fócios decidiram abandonar inteiramente sua cidade e velejaram para o exílio na Sicília ao invés de se tornarem súditos persas (embora muitos retornassem posteriormente). Alguns teianos também escolheram emigrar quando Hárpago atacou Teos, mas o restante dos jônios permaneceu e, por sua vez, foi conquistado.
Os persas acharam os ionianos difíceis de governar. Em outras partes do império, Ciro foi capaz de identificar grupos nativos da elite social para ajudá-lo a governar seus novos súditos — como no sacerdócio da Judeia. Nenhum desses grupos existia nas cidades gregas nessa época; enquanto geralmente havia uma aristocracia, isso era inevitavelmente dividido em facções rivais. Os persas, portanto, decidiram patrocinar um tirano em cada cidade jônica, embora isso os atraísse para os conflitos internos dos jônios. Além disso, um tirano pode desenvolver uma tendência independente e ter que ser substituído. Os próprios tiranos enfrentaram uma tarefa difícil; eles tiveram que desviar o pior do ódio de seus compatriotas, enquanto permaneciam em favor dos persas.
Cerca de 40 anos após a conquista persa da Jônia, e no reinado do quarto rei, Dario, o Grande, o tirano de Mileto, Aristágoras, encontrou-se nessa condição familiar.  O tio de Aristágoras, Histieu, acompanhara Dario em campanha em 513 a.C., e quando o soberano ofereceu-lhe uma recompensa, pediu uma parte do território trácio conquistado. Embora seu desejo houvesse sido concedido, a ambição do tirano alarmou os conselheiros de Dario, sendo assim obrigado a permanecer em Susa como "Companheiro da Mesa Real" do monarca. Assumindo a posse de Histieu, Aristágoras enfrentou descontentamento borbulhante em Mileto. Em 500 a.C., Aristágoras fora abordado por alguns dos exilados de Naxos que lhe pediram para ajudar a restaurá-los ao controle da ilha. Vendo uma oportunidade para fortalecer sua posição em Mileto ao conquistar uma pólis jônica, aproximou-se do sátrapa da Lídia, Artafernes, com uma proposta: se fornecesse-lhe um exército, Aristágoras conquistaria a ilha em nome de Dario, e ele daria ao sátrapa uma parte dos espólios para cobrir o custo de subsidiar o exército. Ademais, Aristágoras sugeriu que, uma vez que Naxos caísse, as outras cidades das Cíclades também, e até Eubeia poderia ser atacada na mesma expedição. Em princípio, Artafernes concordou e pediu permissão a Dario para lançar a campanha, da qual o rei consentiu. Uma força de 200 trirremes foi montada para atacar Naxos no ano seguinte.

## Campanha de Naxos (499 a.C.)
Na primavera de 499 a.C, Artafernes preparou a armada e intitulou seu primo Megábates como comandante. Os navios foram encaminhados para Mileto, onde as tropas jônicas arrecadadas por Aristágoras embarcaram. Em seguida, a força conjunta seguiu para Naxos.
A expedição rapidamente converteu-se em desastre. Aristágoras litigou com Megábates na jornada, e Heródoto diz que Megábates enviou mensageiros a Naxos com o intuito de acautelar os residentes insulares. Também é possível, no entanto, que esta história tenha sido divulgada por Aristágoras após o evento como justificativa do subsequente fracasso da campanha. De qualquer forma, os naxianos foram capazes de se preparar adequadamente para o cerco, e os persas aportaram em uma ilha inatacável. Por quatro meses, o numerário dos atacantes encontrou-se exíguo. Por conseguinte, a força expedicionária navegou de volta ao continente sem uma vitória.

## Início da revolta jônica (499 a.C.)

Localização de Iônia na Ásia Menor

Com o fracasso de sua tentativa de conquistar Naxos, Aristágoras se viu em apuros; ele era incapaz de pagar a Artafernes e, de mais a mais, havia se afastado da família real persa. Ele temia ser despojado de sua posição. Em uma tentativa desesperada de salvar a si mesmo, Aristágoras escolheu incitar seus próprios súditos, os milesianos, a se revoltarem contra seus mestres persas, iniciando assim a revolta jônica.
No outono de 499 a.C., Aristágoras realizou uma reunião com os membros de sua facção em Mileto. Ele declarou que, em sua opinião, os milésios deveriam se revoltar, ao que todos, exceto o historiador Hecateu, concordaram. Ao mesmo tempo, um mensageiro enviado por Histieu chegou a Mileto, implorando a Aristágoras que se rebelasse contra Dario. Heródoto sugere que isso ocorreu porque Histieu estava desesperado em ter de regressar à Jónia, e pensou que ele seria expedido se houvesse insubmissão. Aristágoras, portanto, declarou abertamente sua revolta contra Dario, abdicou de seu papel de tirano e declarou Mileto como uma democracia. Heródoto não tem dúvida de que abrir mão do poder era apenas uma pretensão à parte de Aristágoras. Pelo contrário, era parte do plano para fazer com que os milesianos se juntassem entusiasticamente à rebelião. O exército que havia sido enviado a Naxos ainda estava reunido em Mios  e incluía contingentes de outras cidades gregas da Ásia Menor, bem como homens de Mitilene , Mylasa , Termera e Cime . Aristágoras enviou homens para capturar todos os tiranos gregos presentes no exército e os restituiu às suas respectivas cidades, a fim de obter a cooperação destas. Bury e Meiggs afirmaram que as entregas eram feitas sem derramamento de sangue, com exceção de Mitilene, cujo tirano foi apedrejado até a morte; em outros lugares, foram simplesmente banidos. Também foi sugerido (Heródoto não menciona isto explicitamente) que Aristágoras pungiu todo o exército a aceder ao motim e tomou posse dos navios que os persas haviam fornecido. Se isso for verdadeiro, pode explicar o tempo dispendioso que levou para os persas lançarem um ataque naval.
Embora Heródoto represente a revolta como uma consequência dos motivos pessoais de Aristágoras, a Jônia estava tendente à rebelião de qualquer maneira, sendo os tiranos instalados pelos persas a principal queixa.  As ações de Aristágoras foram assim comparadas a jogar uma chama em uma caixa de gravetos: elas estimularam a insurreição para além da Jônia, a abolição das tiranias e ao estabelecimento de democracias em todos os lugares.
Tendo desencadeado toda a Ásia Menor helênica à sublevação, Aristágoras evidentemente percebeu que os gregos precisariam de outros aliados para combater os persas. No inverno de 499 a.C., ele primeiramente velejou para Esparta , o estado grego preeminente em questões de guerra. Porém, apesar das súplicas de Aristágoras, o rei espartano Cleômenes I recusou a oferta. Aristágoras, portanto, voltou-se para Atenas.
Atenas havia recentemente se tornado uma democracia, derrubando seu próprio tirano Hípias. Em sua luta para instaurar a democracia, os atenienses pediram ajuda aos aquemênidas em troca da submissão à soberania persa. Alguns anos mais tarde, Hípias tentou recuperar o poder em Atenas, assistido pelos espartanos. Essa tentativa falhou, e Hípias fugiu para a corte Artafernes, tentando persuadi-lo a subjugar Atenas. Os atenienses enviaram embaixadores ao sátrapa para dissuadi-lo de agir, mas ele apenas instruiu os atenienses a tomar Hípias de volta como tirano. Em vez disso, a cidade-estado declarou abertamente estar em guerra com a Pérsia. Já que era inimiga dos aquemênidas, Atenas estava em posição de apoiar a insurreição das cidades jônicas. O fato de as democracias jônicas terem sido inspiradas pelo exemplo da democracia ateniense ajudou, sem dúvida, a persuadir os gregos continentais a apoiá-las, especialmente porque as cidades da Jônia eram supostamente colônias atenienses.
Aristágoras também cativou Erétria a prestar socorro por razões que não são completamente claras. Razões comerciais possivelmente foram um fator: Erétria era uma cidade mercantil, cujo comércio estava ameaçado pelo domínio persa do mar Egeu. Heródoto insinua que os eretrianos apoiaram os insurretos com o objetivo de retribuir o apoio que os milesianos haviam cedido há algum tempo antes, possivelmente referindo-se à Guerra Lelantina . Os atenienses enviaram vinte trirremes a Mileto, reforçados por cinco de Erétria. Heródoto descreveu a chegada desses navios como o início dos problemas entre gregos e bárbaros.

## Ofensiva jônica (498 a.C.)

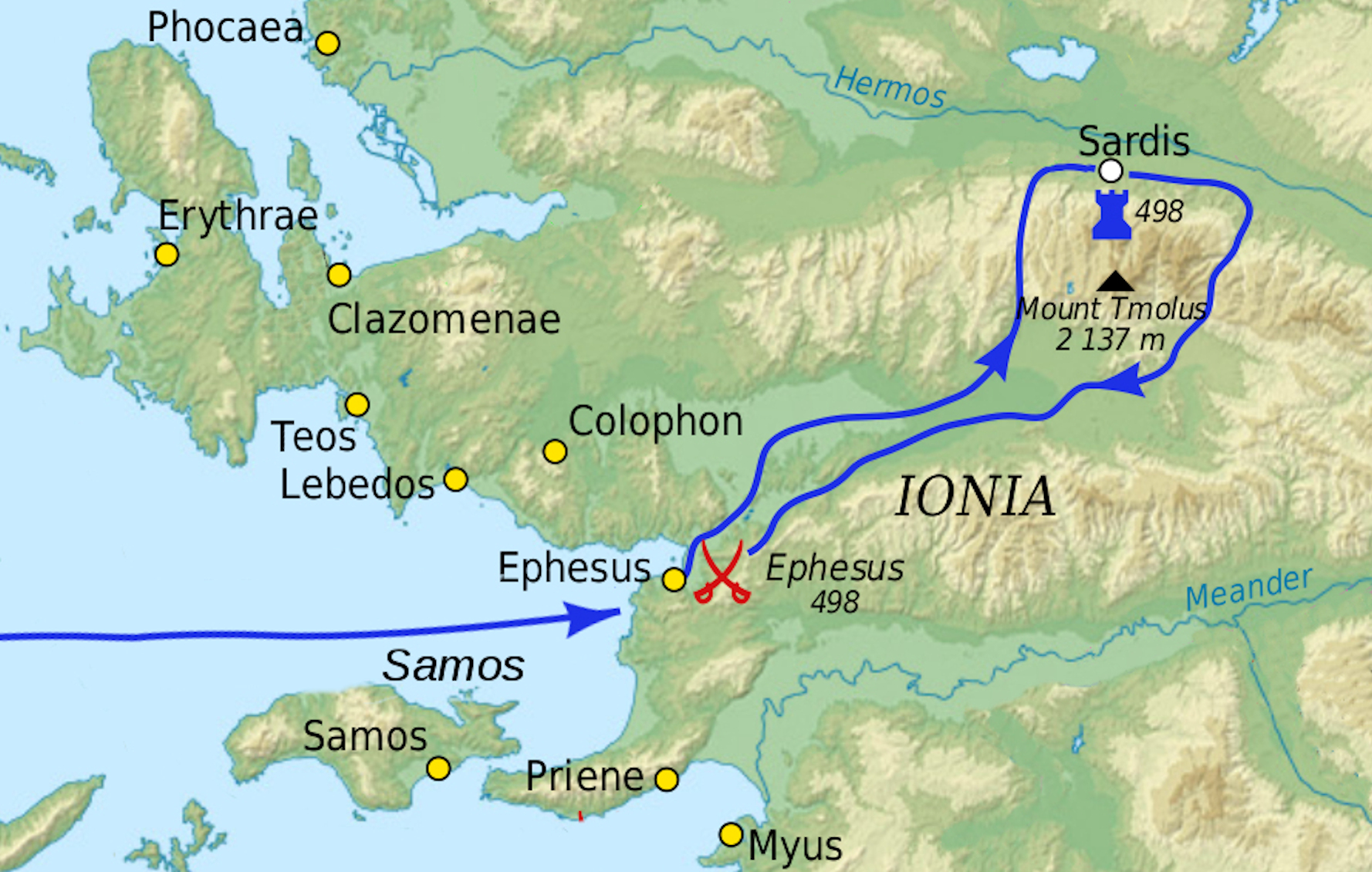
Revolta jônica: campanha de Sardes (498 aC)

Durante o inverno, Aristágoras continuava a fomentar a rebelião. Em um incidente, ele disse a um povo originário da Trácia - que Dario os trouxera para viverem na Frígia - para retornar à sua terra natal. Heródoto diz que seu único objetivo ao fazer isso era irritar o alto comando persa.

### Sardes

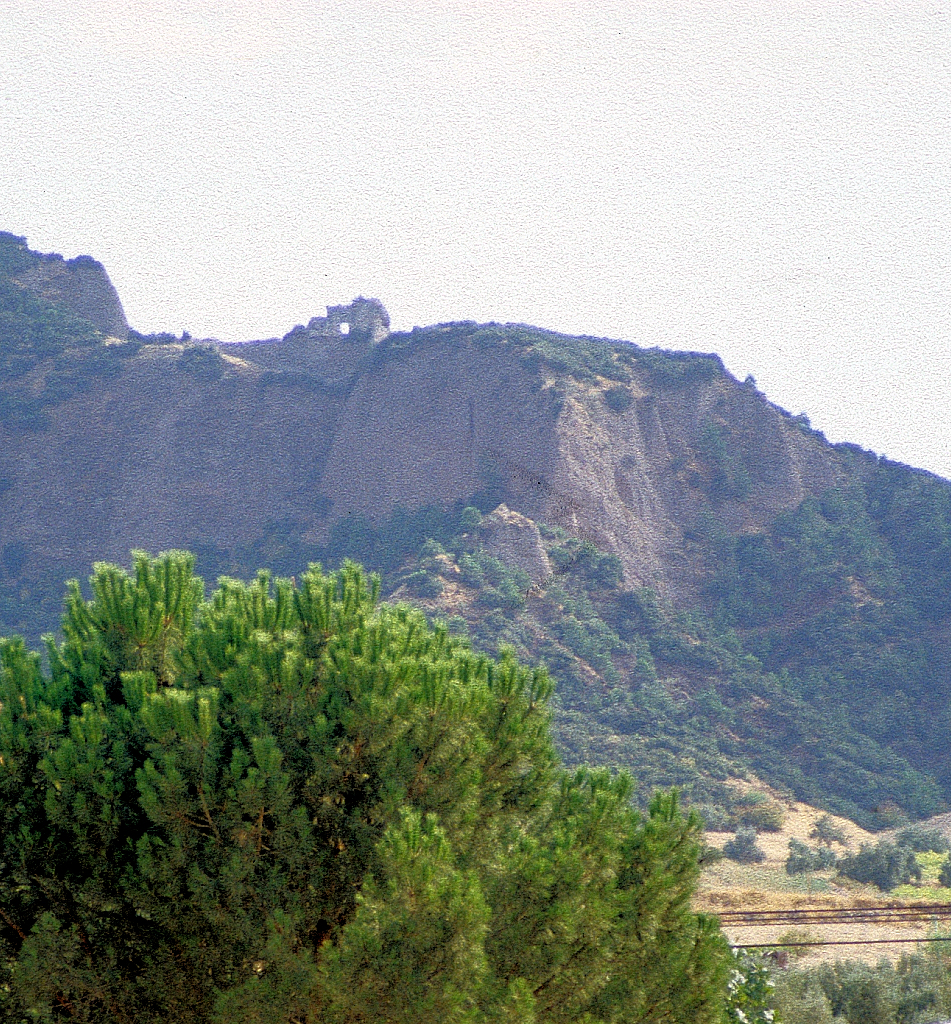
Restos da acrópole de Sardes.

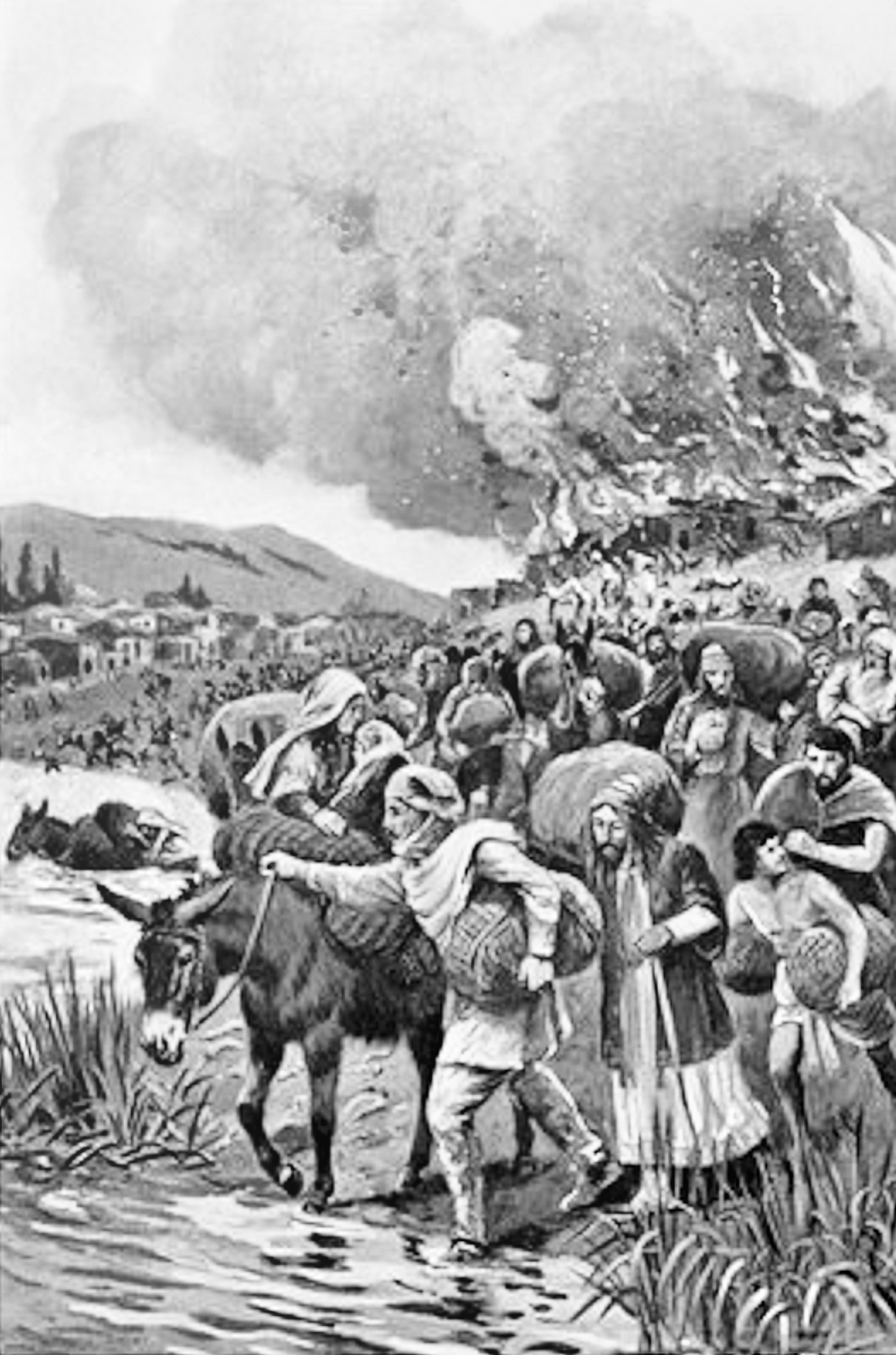
A queima de Sardes pelos gregos durante a revolta jônica em

Na primavera de 498 a.C., uma força ateniense de vinte trirremes, acompanhada por cinco de Erétria, partiu para Jônia. Eles se juntaram à principal força jônica perto de Éfeso. Recusando-se a liderar pessoalmente a força, Aristágoras nomeou seu irmão Charopino e outro milesiano, Hermofanto, como generais.
Essa força foi então guiada pelos efésios, das montanhas até Sárdis, a capital satrapal de Artafernes. Os gregos pegaram os persas desprevenidos e foram capazes de capturar a cidade baixa. Todavia, Artafernes ainda mantinha a cidadela com uma força significativa de homens. A cidade baixa, em seguida, pegou fogo (Heródoto sugere que acidentalmente). Os persas na cidadela, cercados por uma cidade em chamas, emergiram no mercado de Sárdis, onde lutaram contra os gregos, forçando os helenos a debandarem e a voltarem a Éfeso.
Heródoto relata que quando Dario ouviu falar do incêndio de Sárdis, ele jurou vingança contra os atenienses (depois de perguntar quem eles eram de fato), e incumbiu um servo de lembrá-lo três vezes ao dia de seu voto: "Mestre, lembra dos atenienses".

### Batalha de Éfeso
Heródoto diz que quando os persas na Ásia Menor souberam do ataque a Sárdis, eles se reuniram e marcharam, para o alívio de Artafernes. Ao chegar, souberam que os gregos haviam partido recentemente. Então eles seguiram seus rastros do regresso à cidade e alcançaram os gregos do lado externo. Dessarte, os helenos foram forçados a se virar e a se preparar para lutar. Holland sugere que os persas eram maioritariamente cavaleiros (daí sua capacidade de alcançar os gregos). A típica cavalaria persa da época era provavelmente a cavalaria de projéteis, cujas táticas eram desgastar um inimigo estático com saraivadas de flechas.
É claro que os gregos, judiados e cansados, não eram páreos ao adversário, e foram dizimados na batalha subsecutiva em Éfeso. Muitos foram mortos, incluindo o general eretriano Eualcides . Os jônios que escapuliram da batalha fundaram suas próprias povoações, ao passo que os atenienses e eretrianos remanescentes conseguiram retroceder a seus navios e volver à Grécia.

### Propagação da revolta
Os atenienses agora terminavam sua aliança com os jônios, em virtude que os persas tinham se mostrado tudo menos a presa fácil que Aristágoras descrevera. Entretanto, os jônios permaneceram comprometidos com sua rebelião. Presumivelmente, essas forças ad hoc não estavam equipadas para sitiar nenhuma das cidades. Apesar da derrota em Éfeso, a revolta se espalhou ainda mais. Os jônios enviaram homens ao Helesponto e Propontis e capturaram Bizâncio e as outras cidades próximas. Eles também persuadiram os Carians a se unirem à rebelião. Além disso, vendo a propagação da rebelião, os reinos de Chipre também se revoltaram contra o domínio persa sem qualquer persuasão externa.

## Contra-ofensiva persa (497–495 a.C.)

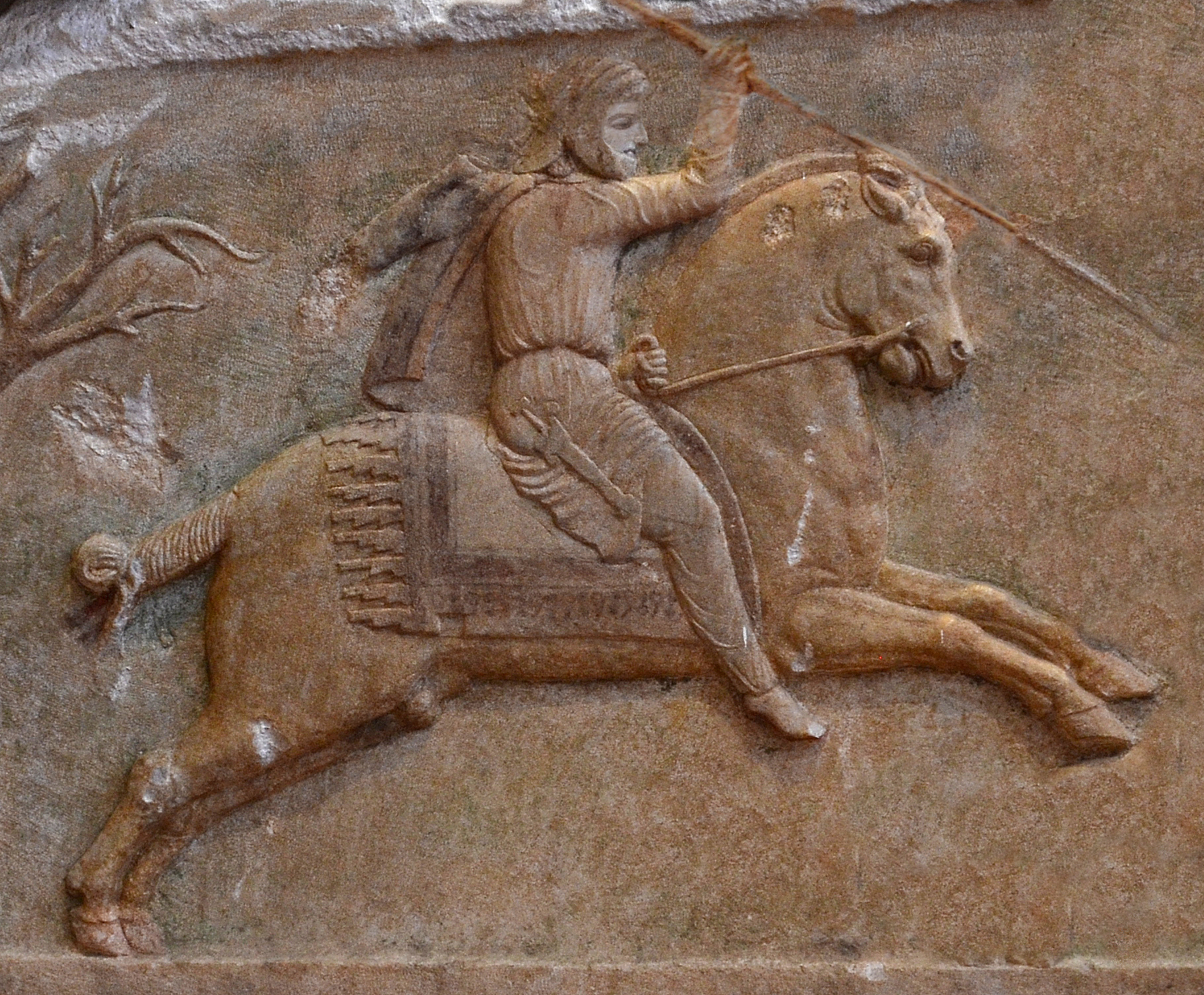
Cavalaria aquemênida na Ásia Menor. Sarcófago de Altıkulaç

A narrativa de Heródoto após a Batalha de Éfeso é cronologicamente ambígua; historiadores geralmente situam Sárdis e Éfeso em 498 a.C. Heródoto em seguida descreve a propagação da revolta (também em 498 a.C.), e diz que os cipriotas tiveram um ano de liberdade, assentando assim a ação em Chipre para 497 a.C. Ele diz que: 
 "Daurises, Hímaes e Otanes , todos generais persas e casados com filhas de Dario, perseguiram os jônios que tinham marchado para Sardes, e os levaram para seus navios. Depois dessa vitória eles dividiram as cidades entre si e os saquearam. "  

### Chipre

Mapa mostrando os antigos reinos de Chipre

Em Chipre, todos os reinos se revoltaram, exceto o de Amatunte. O líder da revolta cipriota foi Onésilo , irmão do rei de Salamina, Gorgus. Gorgus não queria se revoltar, então Onésilo baniu seu irmão da cidade e proclamou-se rei. Gorgus foi até os persas, e Onésilo convenceu os outros cipriotas, exceto os amatuntesianos, a se rebelarem. Ele então fez os preparativos para sitiar Amatunte .
No ano seguinte (497 a.C.), Onésilo, ainda ocupado com o cerco, soube que uma força persa sob Artybius tinha sido despachada para Chipre. Logo, o rei enviou mensageiros à Jônia, requisitando-lhes reforços, o que fizeram "com grande força". Um exército persa chegou a Chipre, apoiado por uma frota fenícia. Os jônios optaram por lutar no mar e derrotaram os fenícios. Na batalha simultânea terrestre fora de Salamina, os cipriotas ganharam uma vantagem inicial, matando Artybius. No entanto, a deserção de dois contingentes para os persas aleijou sua causa, e ,por conseguinte, foram derrotados e Onésilo, morto em combate. A revolta em Chipre foi assim esmagada e os jônios voltaram para casa.

### Helesponto e Propôntida
As forças persas na Ásia Menor parecem ter sido reorganizadas em 497 a.C., com três dos genros de Dario, Daurises, Hímaes e Otanes, tomando conta de três exércitos. Heródoto sugere que esses generais dividiram as terras rebeldes entre si e depois partiram para atacar suas respectivas áreas.
Daurises, que detinha o maior exército, inicialmente marchou ao Helesponto . Lá, ele sistematicamente sitiou e apoderou-se de Dardânia, Abidos , Percote , Lampsacus e Paesus, cada uma em um único dia, de acordo com Heródoto. No entanto, quando ele ouviu que os cários se sublevaram, ele moveu-se para o sul para tentar esmagar essa nova rebelião. Isso coloca o momento da revolta de Cária no início de 497 a.C.
Hímaes foi para Propôntida e tomou a cidade de Cio. Depois que Daurises conduz suas forças para Cária, Hímaes prosseue em direção ao Helesponto e captura muitas das cidades eólias, bem como algumas das cidades de Trôade. No entanto, ele ficou doente e morreu, encerrando a campanha. Enquanto isso, Otanes, junto com Artafernes, avançam na Jônia.

### Cária (496 a.C.)

#### Batalha de Marsyas

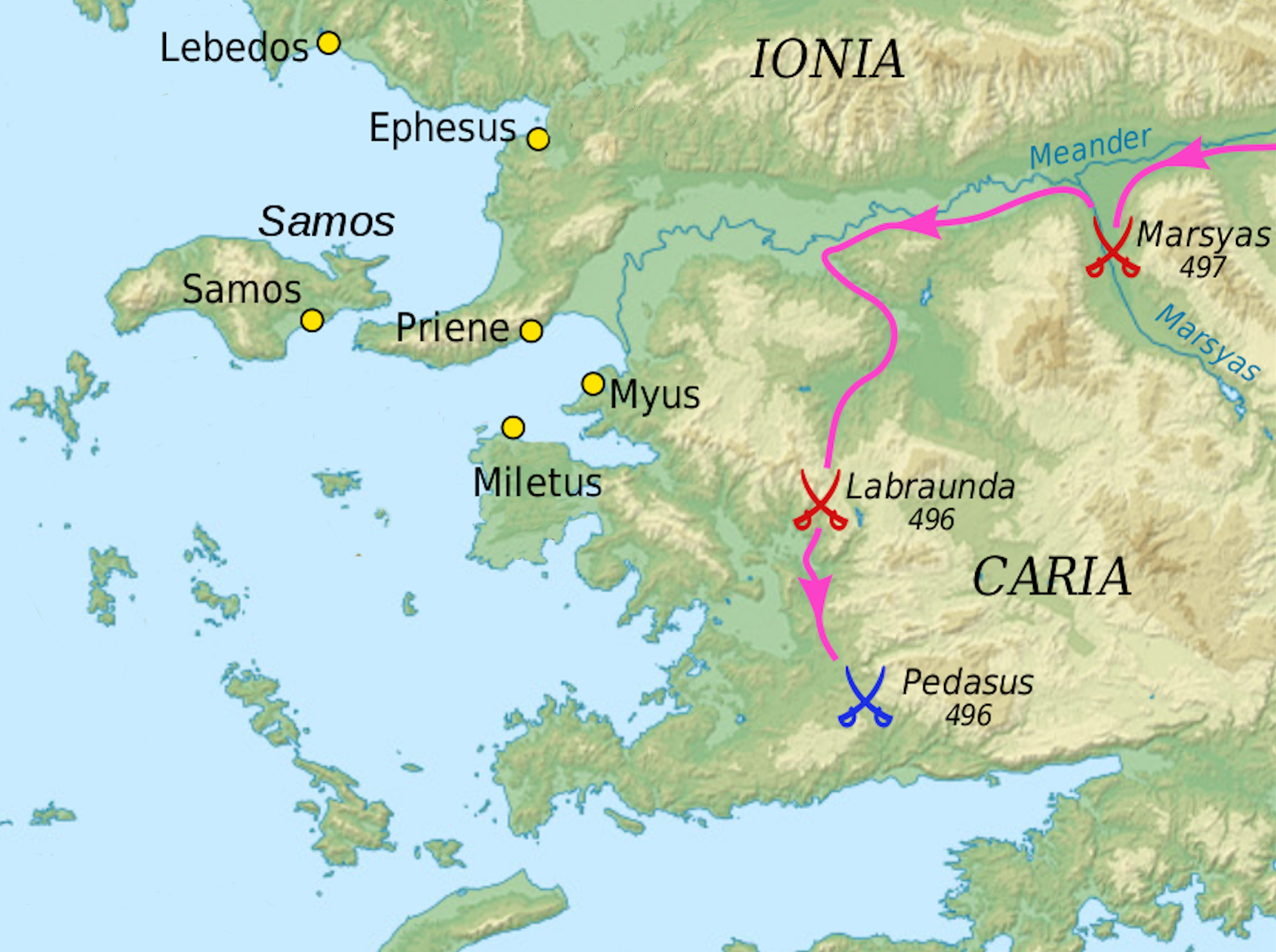
Revolta jônica: campanha Cária

Ouvindo que os carianos haviam se rebelado, Daurises encaminhou seu exército ao sul. O exército de Cária se reuniu nos "Pilares Brancos", no rio Marsyas (o moderno Çine), um afluente do rio Menderes. Pixodorus, um dignitário cário, sugeriu que as tropas atravessassem o rio e lutassem com ele às suas costas, de modo a evitar a retirada e, assim, fazer com que os homens lutassem mais bravamente. Essa ideia foi rejeitada, e o exército provocou os persas a trespassarem rio para combatê-los. A batalha que se seguiu foi, de acordo com Heródoto, um longo embate, com os cários lutando obstinadamente antes de eventualmente sucumbirem ao peso dos números persas. Heródoto sugere que 10.000 carianos e 2.000 persas morreram na batalha.

#### Batalha de Labraunda
Os sobreviventes de Marsyas recuaram para um bosque sagrado de Zeus em Labraunda e deliberaram se deveriam render-se aos persas ou fugir da Ásia por completo. No entanto, enquanto decidiam, juntaram-se a eles um exército milésio e, com esses reforços, resolveram continuar lutando. Os persas então atacaram o exército em Labraunda e infligiram uma derrota cruelmente maior, com os milesianos sofrendo baixas particularmente graves.

#### Batalha de Pédaso
Após a dupla vitória sobre os carianos, Daurises iniciou a tarefa de reduzir as fortalezas de seus oponentes léleges. Eles, por sua vez , resolveram continuar lutando e arquitetaram uma emboscada na estrada até Pédaso. Heródoto sugere que isso ocorreu mais ou menos depois de Labraunda, mas também foi sugerido que Pédaso ocorreu no ano seguinte (496 a.C.), dando tempo aos cários para se reagruparem. Os persas chegaram a Pédaso durante a noite e a emboscada surtiu um grande efeito. O exército persa foi aniquilado e Daurises e os outros comandantes persas foram mortos. O desastre em Pédaso parece ter criado um impasse na campanha terrestre, e aparentemente houve pouco movimento expedicionário entre 496 a.C. e 495 a.C.

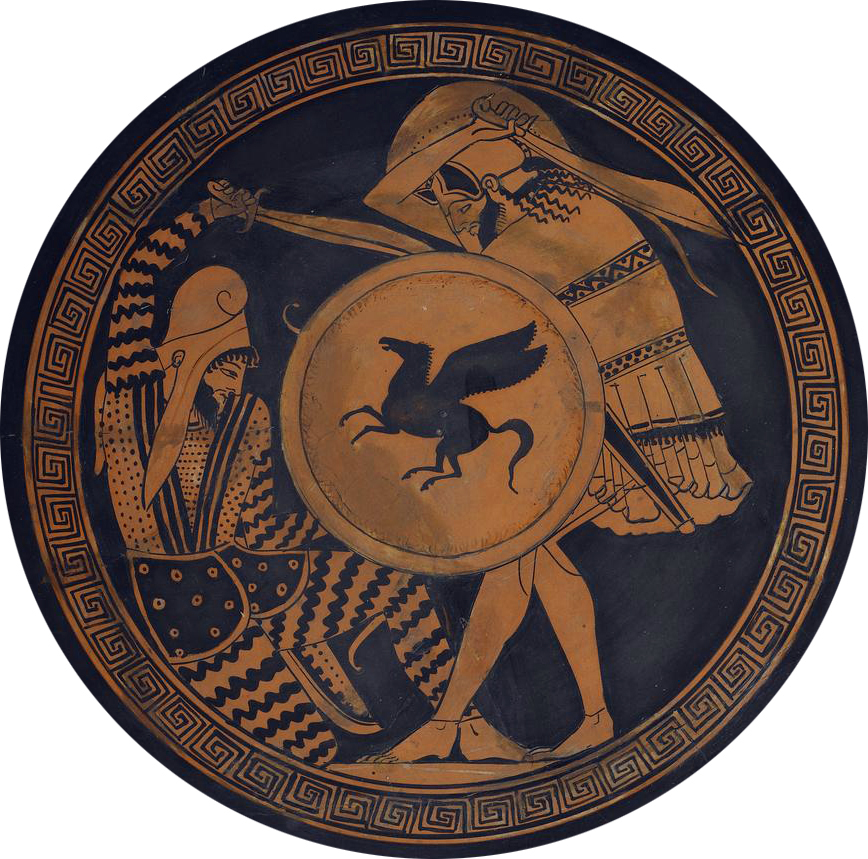
O hoplita grego e o guerreiro persa em luta. Século V aC

### Jônia
O terceiro exército persa, sob o comando de Otanes e Artafernes, atacou Jônia e Eólia. Eles retomaram Clazômenas e Cime, provavelmente em 497 a.C, mas parecem ter sido menos ativos em 496 a.C e 495 a.C, provavelmente como resultado da calamidade em Cária.
No auge da contraofensiva persa, Aristágoras, pressentido sua posição insustentável, decidiu abandonar suas responsabilidades como líder de Mileto e da revolta. Ele deixou Mileto com todos os membros de sua facção que o acompanhariam e foi para a parte da Trácia que Dario havia concedido a Histieu após a campanha de 513 a.C. Heródoto, que evidentemente tem uma visão bastante negativa dele, sugere que Aristágoras simplesmente perdeu a coragem e fugiu. Alguns historiadores modernos sugeriram que ele foi para a Trácia para explorar os maiores recursos naturais da região e, assim, apoiar a insurreição. Outros apontam que, ao encontrar-se no centro de um conflito interno em Mileto, ele optou por exilar-se em vez de exacerbar a situação.
Na Trácia, ele assumiu o controle da cidade que Histieu fundou, Myrcinus (local da posterior Anfípolis), e começou a fazer campanhas contra a população trácia local. No entanto, provavelmente em 497 a.C. ou em 496 a.C., ele foi morto pelos trácios. Aristágoras era o único homem que poderia ter fornecido à revolta um senso de propósito, mas, depois de sua morte, ela ficou efetivamente sem liderança.
Pouco depois disso, Histieu foi liberado de seus deveres em Susa por Dario e enviado para Jônia. Ele havia persuadido Dario a deixá-lo viajar, prometendo esfacela a rebeldia dos helenos. No entanto, Heródoto não deixa dúvidas de que seu verdadeiro objetivo era simplesmente escapar de seu quase-cativeiro na Pérsia. Quando chegou a Sárdis, Artafernes o acusou diretamente de fomentar a rebelião com Aristágoras: "Eu lhe direi, Histieu, a verdade deste negócio: foi você quem costurou este sapato e Aristágoras, quem o vestiu". Histieu fugiu naquela noite para Quios e finalmente retornou a Mileto. No entanto, tendo acabado de se livrar de um tirano, os milesianos não estavam dispostos a recebê-lo. Ele então foi para Mitilene, em Lesbos, e persuadiu as lésbicas a dar-lhe oito trirremes. Assim, partiu para Bizâncio com todos aqueles que optaram acompanhar-lhe. Lá ele se estabeleceu, capturando todos os navios que tentavam navegar pelo Bósforo, excetuando-se aqueles que concordassem em servi-lo.

## Fim da revolta (494–493 a.C.)

### Batalha de Lade

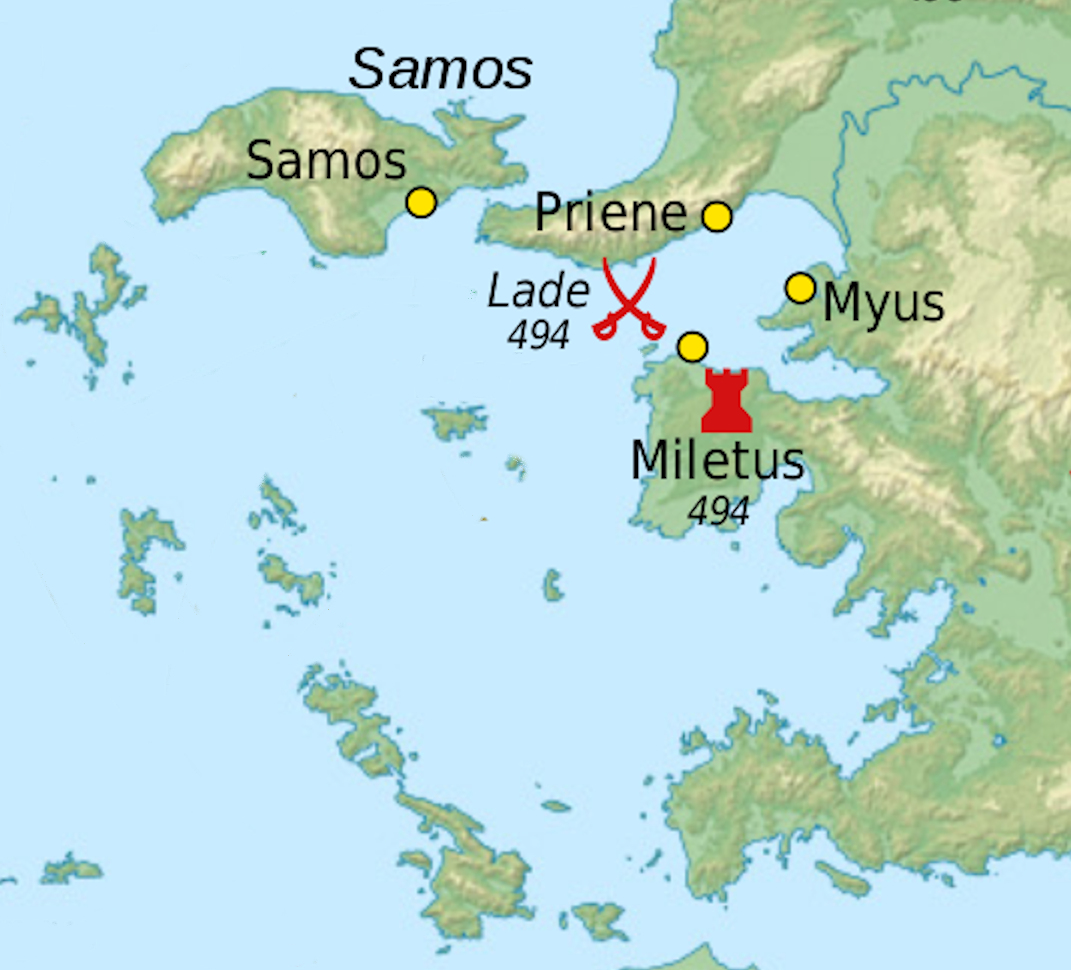
Batalha de Lade e queda de Mileto

No sexto ano da revolta (494 a.C.), as forças persas se reagruparam. O efetivo terrestre disponível foi reunido em um só exército e acompanhados por uma frota fornecida pelos cipriotas, juntamente com egípcios, cilicianos e fenícios. Os persas dirigiram-se diretamente a Mileto, prestando pouca atenção a outras fortalezas, supostamente pretendendo atacar a revolta em seu epicentro. O general mediano Dátis, um especialista em assuntos gregos, foi certamente despachado para Jónia por Dario nessa época. Portanto, é possível que ele estivesse no comando geral dessa ofensiva.
Ouvindo a aproximação do inimigo, os jônios se encontraram no Paniônio e decidiram não tentar lutar em terra, deixando os milésios para defender as muralhas. Em vez disso, optaram por reunir todos os navios que pudessem e rumar para a ilha de Lade, na costa de Mileto, a fim de "lutar por Mileto no mar". Os jônios se juntaram aos ilhéus eólios de Lesbos, e ao todo eles tinham 353 trirremes.
De acordo com Heródoto, os comandantes persas estavam preocupados de que eles não seriam capazes de derrotar a frota jônica e, portanto, não seriam capazes de tomar Mileto. Então foram enviados os tiranos exilados para Lade, onde cada um tentou persuadir seus concidadãos a desertar para os persas. Essa abordagem foi inicialmente malsucedida, mas, uma semana antes da batalha, surgiram divisões no campo jónico. Essas divisões levaram o destacamento de Samos a concordar secretamente com os termos oferecidos pelos persas.
Logo depois, a frota persa se moveu para atacar os jônios, que velejaram para encontrá-los. No entanto, quando os dois lados se aproximaram, os samianos não atacaram, como haviam concordado com os persas. As lésbicas, vendo seus vizinhos na linha de batalha partirem, prontamente fugiram também, fazendo com que o resto da linha jônica se dissolvesse. A flotilha de Quios, juntamente com um pequeno número de navios de outras cidades, permaneceram e lutaram contra os persas, mas a maioria da frota helena fugiu para suas cidades. Os quianos lutaram bravamente, em certo ponto quebrando a linha persa e capturando muitos navios, mas sustentando muitas perdas por conta própria; eventualmente os navios jónios remanescentes partiram, terminando assim a batalha.

### Queda de Mileto

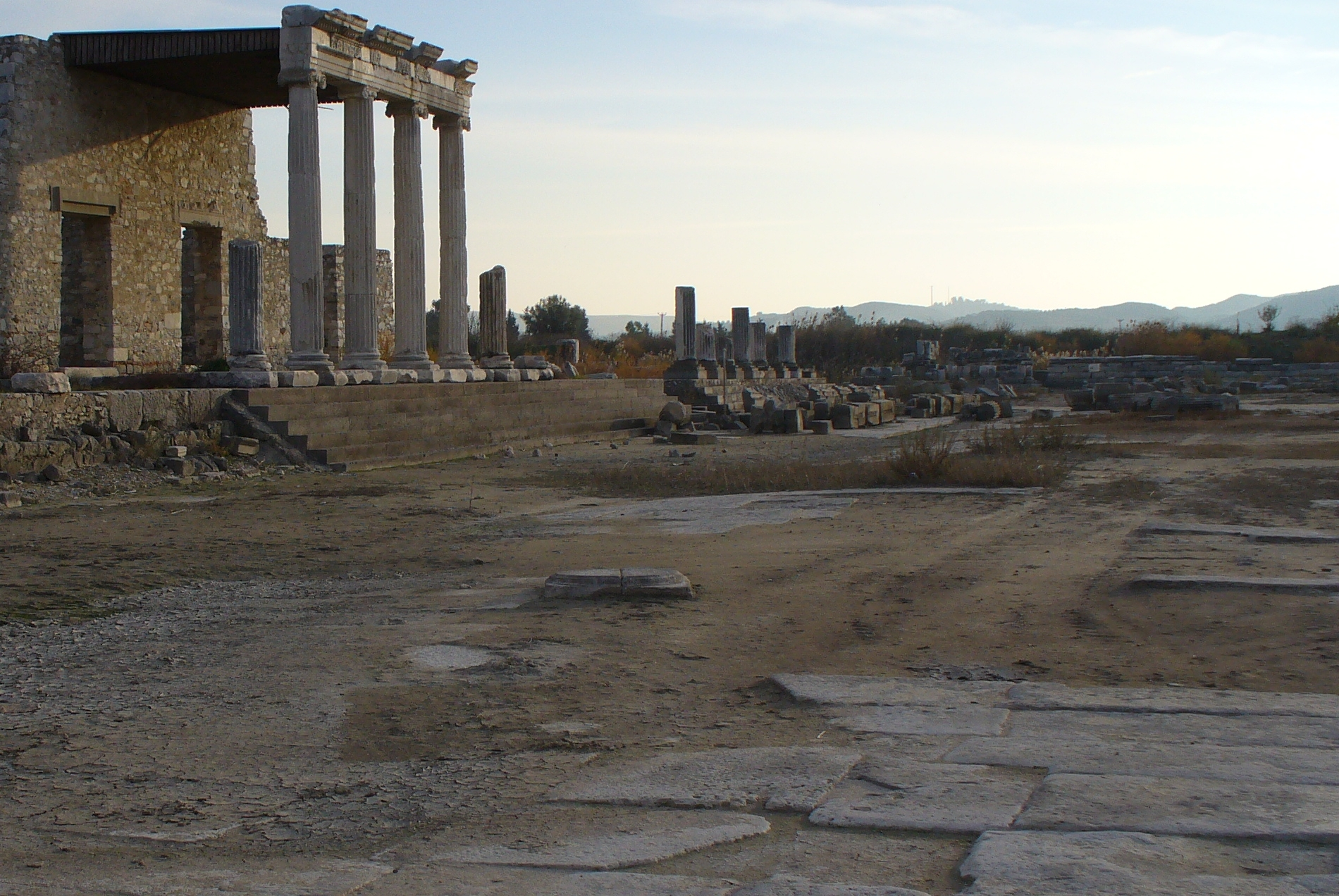
As ruínas de Mileto

Com a derrota da frota jônica, a revolta efetivamente acabou. Mileto foi sobrepujada, onde os persas "minaram as muralhas e usaram todos os dispositivos contra ela, até que a capturaram totalmente". Segundo Heródoto, a maioria dos homens foi morta e as mulheres e crianças foram escravizadas. Evidência arqueológica demonstra parcialmente isso, mostrando sinais generalizados de destruição e abandono de grande parte da cidade no rescaldo de Lade. No entanto, alguns milicianos permaneceram em (ou retornaram rapidamente a) Mileto, embora a cidade nunca recapturasse sua antiga grandeza.
Mileto, portanto, foi "deixada vazia de milesianos"; os persas tomaram a cidade e a terra costeira para si, e deram o restante do território aos carianos de Pédaso. Os cativos foram trazidos diante de Dario em Susa, o qual os estabeleceu  na costa do Golfo Pérsico, perto da foz do Tigre.
Muitos samianos ficaram chocados com as ações de seus generais em Lade e resolveram emigrar antes que seu velho tirano, Aeaces de Samos , voltasse para governá-los. Aceitaram um convite do povo de Zancle para se estabelecerem na costa da Sicília e levaram consigo os milésios que conseguiram escapar dos persas. Samos foi poupado da destruição pelos persas por causa da deserção samiana em Lade. A maioria da Cária se rendeu aos persas, embora algumas fortalezas tivessem que ser capturadas pela força.

### Campanha de Histieu (493 a.C.)

#### Quios
Quando Histieu ouviu falar da queda de Mileto, ele parece ter se nomeado líder da resistência contra a Pérsia. Partindo de Bizâncio com sua força proveniente de Lesbos, ele partiu para Quios. Os quianos se recusaram a recebê-lo, então ele atacou e destruiu os remanescentes da frota adversária. Afligidos pelas duas derrotas no mar, o contingente de Quios então concordou com a liderança de Histieu.

#### Batalha de Malene
Histieu reuniu uma grande força de ionianos e eólios e foi sitiar Tasos. No entanto, ele recebeu a notícia de que a frota persa estava partindo de Mileto para atacar o resto da Jônia, então ele rapidamente retornou a Lesbos. Para alimentar seu exército, ele liderou expedições de busca para o continente perto de Atarneu e Mios . Uma grande força persa sob Hárpago estava na área e acabou interceptando uma expedição de forrageamento perto de Malene. A batalha que se seguiu foi muito disputada, mas foi encerrada por uma bem-sucedida investida de cavalaria persa, derrotando a linhagem grega. Histieu rendeu-se aos persas, pensando que ele seria capaz de pedir perdão a Dario. No entanto, ele foi levado para Artafernes , que, ciente da traição, empalou-o e depois enviou sua cabeça embalsamada para o rei aquemênida.

### Operações finais (493 a.C.)
A frota e o exército persas invernaram em Mileto antes de partirem em 493 a.C. para finalmente acabar com as últimas brasas da revolta. Eles atacaram e capturaram as ilhas de Quios, Lesbos e Tênedos . Em cada uma delas, eles fizeram uma "rede humana" de tropas e varreram toda a ilha para expulsar quaisquer rebeldes escondidos. Eles então se mudaram para o continente e capturaram cada uma das cidades remanescentes da Jônia, da mesma forma procurando por quaisquer rebeldes remanescentes. Embora as cidades jônicas fossem indubitavelmente atormentadas, nenhuma delas parece ter sofrido o mesmo destino de Mileto. Heródoto diz que os persas escolheram os rapazes mais bonitos de cada cidade e castraram-nos, escolheram as moças mais bonitas e as mandaram embora para o harém do rei e depois queimaram os templos das cidades. Embora isso seja possivelmente verdade, Heródoto também provavelmente exagera a escala da devastação. Em poucos anos, as cidades tiveram mais ou menos retornado ao normal e puderam equipar uma grande frota para a segunda invasão persa da Grécia, apenas 13 anos depois.
O exército persa então reconquistou os assentamentos no lado asiático de Propôntida, enquanto a frota persa navegou pela costa europeia do Helesponto, capitulando cada povoado. Com toda a Ásia Menor agora firmemente sob domínio persa, a revolta finalmente acabou.

## Eventos posteriores

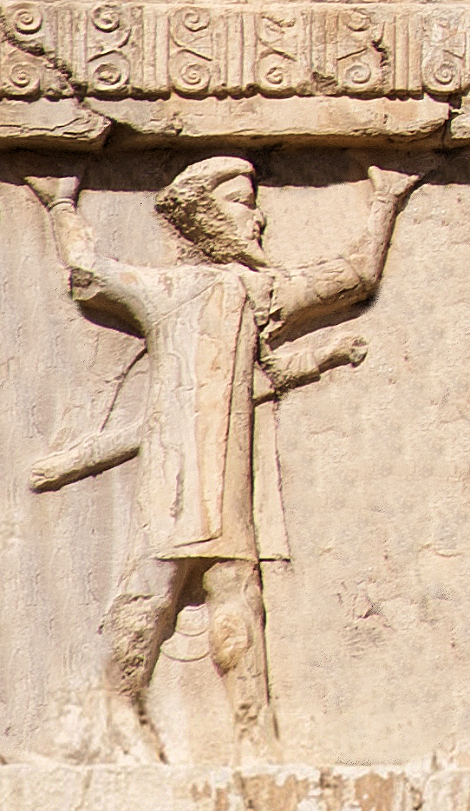
Soldado jônico do exército aquemênida, por volta de 480 a.C.

Uma vez que a inevitável punição dos rebeldes havia ocorrido, os persas estavam no clima de reconciliação. Como essas regiões eram território persa novamente, não fazia sentido prejudicar ainda mais suas economias ou levar as pessoas a novas rebeliões. Artafernes, assim, decidiu restabelecer uma relação viável com seus súditos. Ele convocou representantes de cada cidade jônica para Sárdis e lhes disse que, a partir de então, em vez de discutir e brigar continuamente entre si, as disputas seriam resolvidas por arbitragem, aparentemente por um painel de juízes. Além disso, ele realizou novos censos de cada cidade e estabeleceu seu nível de tributo em proporção ao seu tamanho. Artafernes também havia testemunhado o quanto os jônios não gostavam de tiranias, e este começou a reconsiderar sua posição sobre o governo local da Jônia. No ano seguinte, Mardónio , outro genro de Dario, viajaria para Ionia e aboliria as tiranias, substituindo-as por democracias. A paz estabelecida por Artafernes seria lembrada por muito tempo como justa. Dario encorajou ativamente a nobreza persa a participar de práticas religiosas gregas, especialmente aquelas que lidavam com Apolo. Registros do período indicam que as nobrezas persa e grega contraíram matrimônio, e os filhos de nobres persas receberam nomes gregos. As políticas conciliatórias de Dario foram usadas como um tipo de campanha de propaganda contra os gregos continentais de modo que, em 491 a.C., quando Dario enviou arautos por toda a Grécia exigindo submissão ( terra e água ), inicialmente a maioria das cidades aceitou a oferta, sendo Atenas e Esparta as exceções mais proeminentes.
Para os persas, o único negócio inacabado que restava no final de 493 a.C. era punir Atenas e Erétria por apoiar a revolta. A revolta jônica havia ameaçado seriamente a estabilidade do império de Dario, e os estados da Grécia continental continuariam a ameaçar essa estabilidade, a menos que fossem domados. Dario, assim, começou a contemplar a conquista completa da Grécia, começando com a destruição de Atenas e Erétria.
Portanto, a primeira invasão persa da Grécia iniciou-se efetivamente no ano seguinte, em 492 a.C., quando Mardônio foi despachado (via Iônia) para completar a pacificação da terra e aproximar-se de Atenas e Erétria, se possível. A Trácia foi ressubjugada, tendo se libertado do domínio persa durante as revoltas, e a Macedônia obrigada a se tornar vassalo da Pérsia. No entanto, o progresso foi interrompido por um desastre naval. Uma segunda expedição foi lançada em 490 a.C. sob Dátis e Artafernes, filho do sátrapa homônimo. Essa força anfíbia atravessou o mar Egeu, subjugando as Cíclades, antes de chegar à Eubeia. Erétria foi sitiada, capturada e destruída, e a força então se mudou para Ática . Desembarcando na Baía de Maratona, eles foram recebidos por um exército ateniense e derrotados na famosa Batalha de Maratona, findando a primeira tentativa persa de subjugar a Grécia.

## Significância

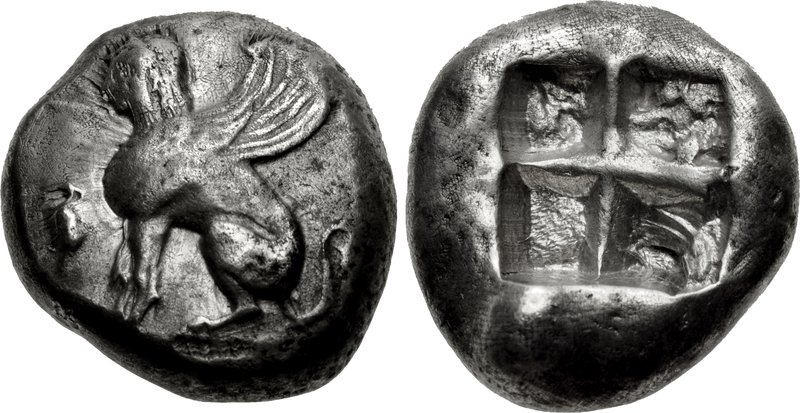
Moeda de Quios após a revolta, por volta de 490-435 a.C.

A revolta jônica foi primordialmente importante como o capítulo de abertura e agente causador das guerras greco-persas, que incluiu as duas invasões da Grécia e as famosas batalhas de Maratona, Termópilas e Salamina. Para as próprias cidades jônicas, a revolta terminou em fracasso e com perdas substanciais, tanto materiais como econômicas. No entanto, fora Mileto, elas se recuperaram de forma relativamente rápida e prosperaram sob o domínio persa pelos próximos quarenta anos. Para os persas, a revolta foi significativa, levando-os a um conflito prolongado com os estados da Grécia, que duraria cinquenta anos, durante o qual eles sofreriam perdas consideráveis.
Militarmente, é difícil extrair muitas conclusões da revolta jônica, exceto pelo que os gregos e os persas puderam (ou não) aprender um sobre o outro. Certamente, os atenienses e os gregos em geral parecem ter ficado impressionados com o poder da cavalaria persa, com os exércitos gregos demonstrando considerável cautela durante as campanhas seguintes quando confrontados pela cavalaria persa. Por outro lado, os persas parecem não ter percebido ou notado o potencial dos hoplitas gregos como infantaria pesada. Na Batalha de Maratona, em 490 a.C., os persas deram pouca atenção a um exército basicamente hoplítico, resultando na derrota dos regimentos orientais. Além disso, apesar da possibilidade de recrutar infantaria pesada em seus domínios, os persas começaram a segunda invasão da Grécia sem fazê-lo, e novamente encontraram grandes problemas diante dos exércitos gregos. É possível que, dada a facilidade de suas vitórias sobre os gregos em Éfeso e nas batalhas do rio Marsyas e Labraunda, os persas simplesmente desconsideraram o valor militar da falange hoplita.

## Na literatura moderna
Gore Vidal descreve a revolta jônica em seu romance histórico "Criação", apresentando eventos do ponto de vista persa. Vidal sugere que a Revolta Jônica poderia ter resultados de longo alcance não percebidos pelos gregos - isto é, que o rei Dario havia contemplado uma extensa campanha de conquista na Índia, cobiçando a riqueza de seus reinos, e que esta campanha indiana foi abortada devido à necessidade de envidar seus recursos militares no lado ocidental de seu império.